# Peregrino da Silva
Manuel Cícero Peregrino da Silva (Recife, 7 de setembro de 1866 — 3 de outubro de 1956) foi bibliotecário, professor e político brasileiro.

## Biografia
Fez seus estudos secundários no Ginásio Pernambucano (atual Colégio Estadual de Pernambuco) e os estudos superiores na Faculdade de Direito do Recife, colando grau em 1885. Nessa mesma faculdade recebeu, em 1895, o título de doutor em Direito.
Dentre os inúmeros cargos que exerceu destacam-se:
- Bibliotecário, subsecretário e secretário do Curso Anexo, da Faculdade de Direito do Recife;
- Diretor geral da Biblioteca Nacional (1900 — 1924), onde fundou o Curso de Biblioteconomia, em 1912 (hoje Escola de Biblioteconomia da Universidade Federal do Estado do Rio de Janeiro — a UNIRIO). O curso foi o primeiro do gênero na América Latina e o terceiro a ser criado no mundo;
- Professor de Direito Romano da Faculdade de Ciências Jurídicas Sociais do Rio de Janeiro e reitor dessa mesma faculdade;
- Prefeito interino do então Distrito Federal (1918 — 1919);
- Reitor da Universidade do Rio de Janeiro, atual Universidade Federal do Rio de Janeiro — a UFRJ (foi o seu 4º reitor, com gestão entre 1926 e 1930);
- Presidente do Instituto Histórico e Geográfico Brasileiro (1938 — 1939);
- Editor dos Anais da Biblioteca Nacional;
- Autor dos livros A Justiça Penal entre os Romanos (1895), Catálogo Geral da Biblioteca de Direito do Recife (1896), Pernambuco e a Confederação do Equador, entre outros;
- Sócio fundador do Instituto Histórico de Petrópolis;
- Em 1937 foi designado por Getúlio Vargas, junto a Gilberto Freyre e Camilo de Oliveira, para representar o Brasil no Congresso de História Portuguesa em Lisboa, com o propósito de averiguar os documentos e arquivos relativos ao Brasil na capital portuguesa;
- Membro de diversas instituições nacionais e internacionais de ciências.